# 維廷斯堡
維廷斯堡是瑞士的城鎮，位於該國北部，由巴塞爾鄉村州負責管轄，面積3.21平方公里，海拔高度573米，2012年人口413，八成人口信奉基督教，人口密度每平方公里129人。

## 外部連結
- Official website （页面存档备份，存于） （德文）